# Isla Chacachacare
Chacachacare (pronunciaciónⓘ) es una isla de la república de Trinidad y Tobago ubicada en el mar Caribe que pertenece al conjunto de islas denominadas Islas Bocas, siendo la más occidental de éstas y ubicada en las Bocas del Dragón, en las cercanías de Venezuela.
Permanece deshabitada, y muchos trinitarios la visitan en temporada vacacional.

## Historia

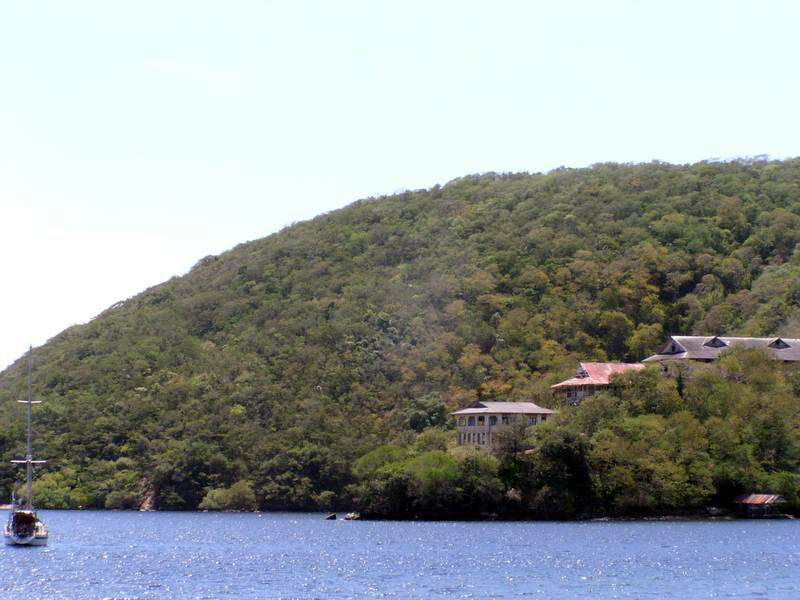
Vista de Chacachacare, Trinidad y Tobago.

Originalmente fue llamada "El Caracol" por Cristóbal Colón por su particular forma, fue descubierta por este navegante al servicio de España en 1498.
Formó parte de la Capitanía General de Venezuela y fue cedida junto con Trinidad a los británicos en 1802 con la firma del Tratado de Amiens. En 1813 el revolucionario venezolano Santiago Mariño usó la isla como base de operaciones para invadir el oriente venezolano donde condujo las operaciones militares que en el curso de seis meses, dieron como resultado la liberación de las provincias de Barcelona y Cumaná .
En 1942 durante la Segunda Guerra Mundial alrededor de 1000 marines de las Fuerzas Armadas de Estados Unidos se estacionaron en la isla y construyeron barracas e instalaciones.

### Acta de Chacachacare

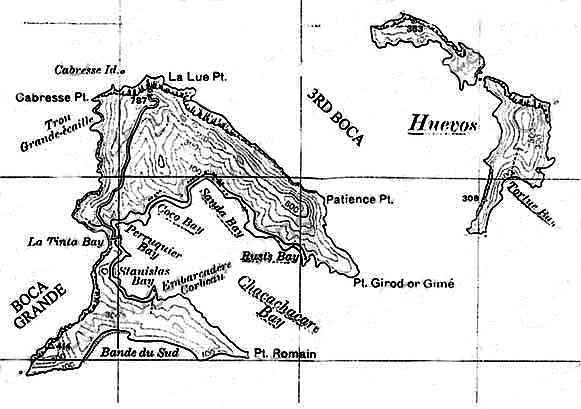
Carta de Chacachacare (1927)

La campaña de Oriente al comando de Santiago Mariño se inicia con la firma del Acta de Chacachacare (islote inglés que está ubicado entre Güiria y la isla de Trinidad, y en la cual estaba ubicada la hacienda de la hermana de Mariño: Concepción, una de las tantas mujeres que jugaron un importante papel en la independencia), texto que dice:
"Violada por el jefe español D. Domingo Monteverde la capitulación que celebró con el ilustre general Miranda, el 25 de julio de 1812; y considerando que las garantías que se ofrecen en aquel solemne tratado se han convertido en cadalsos, cárceles, persecuciones y secuestros, que el mismo general Miranda, ha sido víctima de la perfidia de su adversario; y, en fin, que la sociedad se halla herida de muerte, cuarenta y cinco emigrados nos hemos reunido en esta hacienda, bajo los auspicios de su dueña la magnánima señora doña Concepción Mariño, y congregados en consejo de familia, impulsados por un sentimiento de profundo patriotismo, resolvemos expedicionar sobre Venezuela, con el objeto de salvar esa patria de la dependencia española y restituirle la dignidad de nación que el tirano Monteverde y su terremoto le arrebataron. Mutuamente nos empeñamos nuestra palabra de caballeros de vencer o morir en tan gloriosa empresa; y de este compromiso ponemos a Dios y a nuestras espadas por testigo. Nombramos jefe Supremo con plenitud de facultades al coronel Santiago Mariño."
Chacachacare: 11 de enero de 1813.
El presidente de la Junta: Santiago Mariño.
El secretario: Francisco Azcue.
El secretario: José Francisco Bermúdez.
El secretario: Manuel Piar.
El secretario: Manuel Valdés.
Todos ellos; más Bernardo (hermano de Bermúdez), Juan Bautista Bideau y varios hombres de color de las Antillas, un total de 45 hombres con sólo cinco mosquetes; logran capturar toda Güiria y las armas que poseían los realistas (entre ellas 10 cañones) poniendo en fuga a su excomandante Gavazo.